# Barne landsfiskalsdistrikt
Barne landsfiskalsdistrikt var 1918-1941 ett landsfiskalsdistrikt i Skaraborgs län, bildat när Sveriges indelning i landsfiskalsdistrikt trädde i kraft den 1 januari 1918, enligt beslut den 7 september 1917. När Sveriges nya indelning i landsfiskalsdistrikt trädde i kraft den 1 oktober 1941 (enligt kungörelsen den 28 juni 1941) upphörde landsfiskalsdistriktet och av dess ingående kommuner överfördes kommunerna Hällum, Long, Naum, Ryda, Skarstad, Södra Kedum, Önum och Vara köping till det nybildade Vara landsfiskalsdistrikt och Barne-Åsaka, Eling, Essunga, Fåglum, Kyrkås och Lekåsa till det nybildade Vedums landsfiskalsdistrikt.
Landsfiskalsdistriktet låg under länsstyrelsen i Skaraborgs län.

## Ingående områden
Den 1 januari 1936 inkorporerades Vara landskommun i Vara köping.

### Från 1918
Barne härad:
- Barne-Åsaka landskommun
- Elings landskommun
- Essunga landskommun
- Fåglums landskommun
- Hällums landskommun
- Kyrkås landskommun
- Lekåsa landskommun
- Longs landskommun
- Naums landskommun
- Ryda landskommun
- Skarstads landskommun
- Södra Kedums landskommun
- Vara köping
- Vara landskommun
- Önums landskommun

### Från 1936
Barne härad:
- Barne-Åsaka landskommun
- Elings landskommun
- Essunga landskommun
- Fåglums landskommun
- Hällums landskommun
- Kyrkås landskommun
- Lekåsa landskommun
- Longs landskommun
- Naums landskommun
- Ryda landskommun
- Skarstads landskommun
- Södra Kedums landskommun
- Vara köping
- Önums landskommun